# Выбывание и повышение в классе
Выбывание и повышение в классе — процесс в соревнованиях (часто в спортивных профессиональных командных), который заключается в переводе футбольной, хоккейной или какой-либо другой команды в более высокое или низкое звание и праве играть в чемпионате, дивизионе или лиге более высокого класса или низшего класса в зависимости от выступления в ходе регулярного чемпионата.
Как правило, численность команд, играющих в одном дивизионе, постоянна. Команды, показавшие худший результат по итогам соревнования, выбывают из дивизиона и отправляются в дивизион классом ниже. Количество выбывающих команд зависит от дивизиона и страны. Команды, которые выступили лучше всех в дивизионе (кроме наивысшего) и добились максимального результата, получают путёвку в высший дивизион. В зависимости от страны могут быть стыковые матчи за право выйти в высший дивизион или остаться в своём дивизионе (если команда находится в «зоне выбывания»). Такая система принята в Нидерландах: команда, которая находится выше всех в «зоне выбывания», играет с командой из более низшего дивизиона, которая претендует на повышение в классе. Победитель получает право выступать в следующем году в высшем дивизионе, проигравшему придётся играть в низшем дивизионе.
Альтернативная система организации спортивных соревнований, известная как «закрытые лиги» и популярная в Северной Америке, Австралии и Сингапуре, не предусматривает пополнения и исключения из лиги по результатам сезона, вместо этого рассматривая совокупность команд как организацию, заключившую коллективный контракт на игры друг с другом (то есть состав лиги может быть изменён путём изменения договора между командами). Каждая система имеет преимущества и недостатки, их сравнение приведено в en:Closed league#Debate.

## Пример
Для примера возьмём систему футбольных лиг Англии. Там действует следующая система:
1. Английская Премьер-лига (уровень 1): Играют 20 команд. Повышения в классе нет. Три худших команды выбывают в Чемпионшип Английской футбольной лиги.
2. Чемпионшип Английской футбольной лиги (уровень 2): Играют 24 команды. Первые две команды автоматически выходят в Премьер-лигу, команды, занявшие с 3 по 6 места, разыгрывают третью путёвку. Три худших команды выбывают в Лигу 1.
3. Лига 1 Английской футбольной лиги (уровень 3): Играют 24 команды. Первые две команды автоматически выходят в Чемпионшип, команды, занявшие с 3 по 6 места, разыгрывают третью путёвку. Четыре худших команды выбывают во Лигу 2.
4. Лига 2 Английской футбольной лиги (уровень 4): Играют 24 команды. Первые три команды автоматически выходят в Лигу 1, команды, занявшие с 4 по 7 места, разыгрывают четвёртую путёвку. Две худших команды выбывают в Национальную лигу.
5. Национальная лига (уровень 5): Играют 24 команды. Победитель автоматически выходит в Лигу 2, следующие четыре команды разыгрывают вторую путёвку. Четыре худшие команды выбывают в Северную Национальную лигу или Южную Национальную лигу (в зависимости от географического положения).
6. Северная Национальная лига и Южная Национальная лига (уровень 6): Играют по 22 команды, соревнования идут параллельно. Победители каждого из соревнований автоматически выходят в Национальную лигу, а в каждом дивизионе команды, занявшие со 2 по 5 места, разыгрывают по одной путёвке. По три худших команды из каждого дивизиона выбывают в Северную Премьер-лигу, Южную футбольную лигу или Истмийскую лигу (в зависимости от географического положения). В случае неравенства количества команд происходит перераспределение.

Далее для низших дивизионов устанавливаются свои правила. В самых низших дивизионах нет выбывания, есть только повышение в классе.

### Чемпионат мира по хоккею с шайбой
Структура проведения чемпионатов мира по хоккею с шайбой основана именно на структуре многочисленных лиг: само первенство мира состоит из трёх дивизионов. Чемпионатом мира де-факто называют именно первенство в высшем дивизионе, где определяются призёры и чемпионы мира, а также участники Олимпийских игр. Две команды с наихудшими результатами (по 1 на группу) отправляются в 1 дивизион. Если хозяин следующего чемпионата мира занимает последнее место в группе, то вместо него в первый дивизион отправляется команда, финишировавшая в той же группе выше него на одну позицию (правило действует с момента введения новой формулы проведения чемпионата мира в 2012 году).
В первом дивизионе существуют две группы по шесть команд. С 2012 года в регламент внесены изменения: по две наилучших команды из группы A попадают на чемпионат мира; худшая команда группы A вылетает в группу B, а победитель группы B выходит в группу A. Худшая команда группы В вылетает во 2-й дивизион.
Во втором дивизионе проводятся аналогичные соревнования. В третьем дивизионе, самом последнем, разыгрываются только путёвки во Второй дивизион. Если в третьем дивизионе число потенциальных команд превышает шесть, то проводится квалификационный турнир: в нём участвуют пропускавшие ранее турнир, новички чемпионатов мира и неудачники последнего первенства в Третьем дивизионе. Победитель этого турнира получает право играть в третьем дивизионе.

## Стыковые матчи между дивизионами
В некоторых турнирах для дополнительной проверки применяется система стыковых матчей между лучшими командами более слабого дивизиона и худшими командами более сильного дивизиона. Так, это новшество появилось в европейских чемпионатах по футболу.

### Английская Премьер-Лига
В Англии на разных уровнях (кроме Премьер-лиги) проводятся разные матчи плей-офф, где 4 лучшие команды, не попавшие напрямую в верхний дивизион, в двухматчевых полуфиналах (дома и в гостях) и в одноматчевом финале (на Уэмбли) разыгрывают последнюю путёвку для повышения в классе.

### Бундеслига (Германия)
В Бундеслиге в плей-офф всегда встречаются 16-я команда Бундеслиги и 3-я команда Второй Бундеслиги, победитель получает право выступить на следующий год в Бундеслиге. Подобная схема долго действовала в Германии, но в 1990-е годы её решили исключить из регламента чемпионата, оставив таким образом команды без дополнительного шанса на переход в высший дивизион или спасение от вылета. По утверждённым новым правилам тех времён из Бундеслиги всегда вылетали три худшие команды. В 2008 году плей-офф вернули.

### Российская Премьер-Лига
С сезона 2011/2012 это правило действует и в России: в этом случае сразу две команды (13-я и 14-я) борются с 3-й и 4-й командой Первого дивизиона.

### Словенская Первая лига
В Словенской Первой Лиге стыковые матчи проводятся с сезона 2005/2006: команда с предпоследнего места играет стыковые матчи против команды, занявшей 2-е место во Второй лиге. Правило появилось после того, как в предыдущем сезоне сразу три команды снялись с первенства по причине банкротства.